# Erechthias conchylias
Erechthias conchylias är en fjärilsart som beskrevs av Edward Meyrick 1916. Erechthias conchylias ingår i släktet Erechthias och familjen äkta malar.
Artens utbredningsområde är Sri Lanka. Inga underarter finns listade i Catalogue of Life.